# Liste der honduranischen Botschafter in den Niederlanden

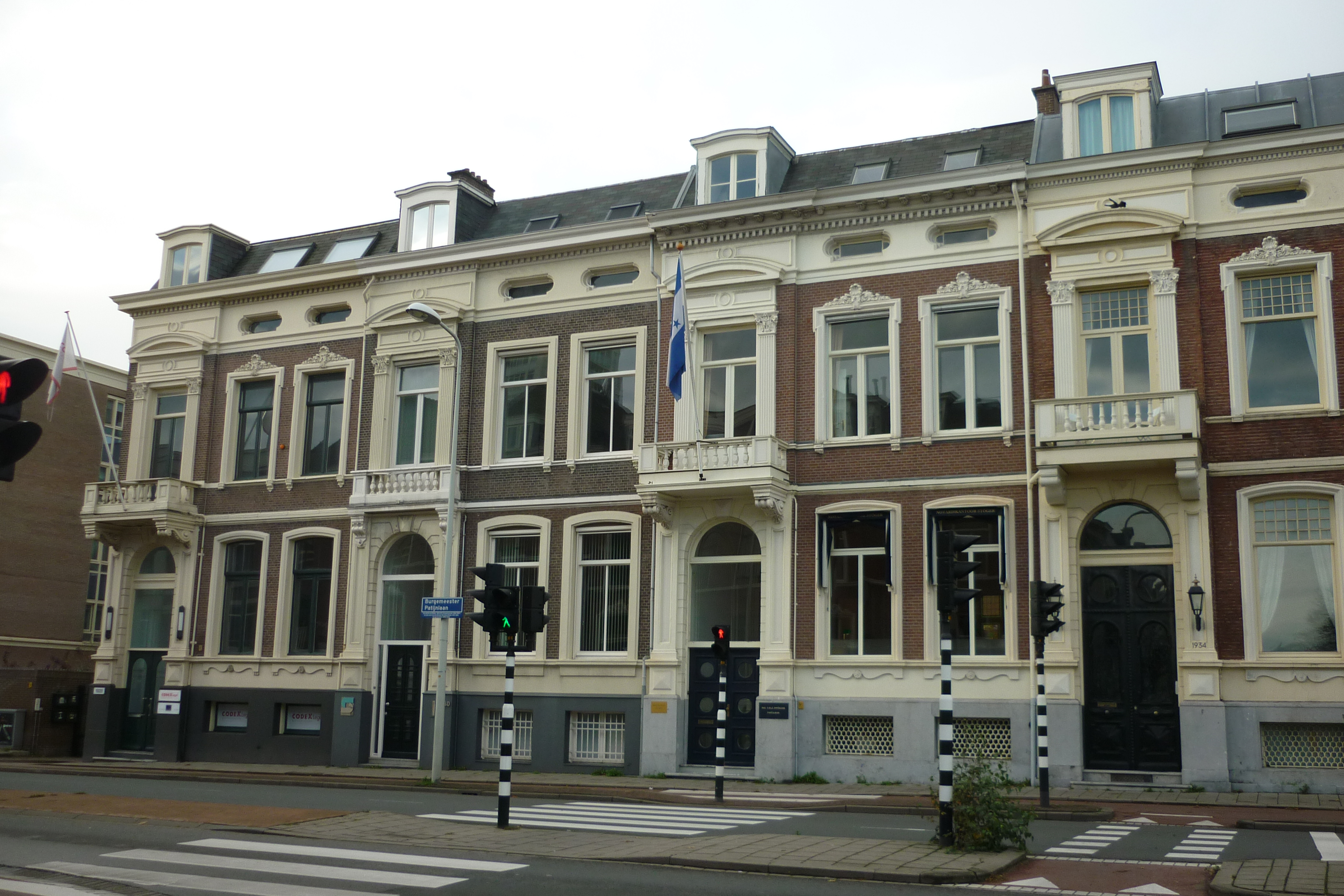
Die honduranische Botschaft befindet sich in der Burgemeester Laan Copes van Cattenburch 1932 in Den Haag.

Der Botschafter in Den Haag vertritt die honduranische Regierung regelmäßig auch beim Ständigen Schiedshof.
| Ernannt / Akkreditiert | Name                                 | Bemerkung | in der Regierung von           | akkreditiert während der Regierung von | Posten verlassen |
| ---------------------- | ------------------------------------ | --- | ------------------------------ | -------------------------------------- | ---------------- |
| 1845                   | José de Marcoleta                    | Zaakgelastigde van Centraal-Amerika (Nicarague en Honduras) to ’s-Gravenhage (1845 — '49), Brussel en Parijs, met standplaats Parijs. | Coronado Chávez                | Gerrit Schimmelpenninck                | 1849             |
| 19. Aug. 1957          | Ramón E. Cruz                        | Agente del Gobierno Junta Militar de Gobierno de Honduras | Héctor Caraccioli Moncada      | Willem Drees                           |                  |
| 1. Juli 1958           | Humberto López Villamil              | (* 20. März 1916 in Santa Rosa de Copán; † 7. Juni 2007 in Tegucigalpa) | José Ramón Villeda Morales     | Louis Beel                             |                  |
| 1. Juli 1958           | Roberto Perdomo Paredes              | Gesandtschaftssekretär, (fueron nombrados Secretario, Licenciado Roberto Perdomo Paredes, El Licenciado Roberto Perdomo Paredes actuó como Secretario de la Delegación desde el 1° de Julio de 1958 hasta que regresó al país a hacerce cargo de la Subsecretaría de Relaciones Exteriores.) | José Ramón Villeda Morales     | Louis Beel                             |                  |
| 1959                   | Julián López Pineda                  | Gesandtschaftsrat mit Rogelio Martínez Augustinus Nicaragua vertreten durch Dr. José Sansón Terán. | José Ramón Villeda Morales     | Jan de Quay                            |                  |
| 1959                   | Carlos Roberto Reina                 | Corte Internacional de Justicia de La Haya, en el asunto miembro de la delegación de Honduras a la Corte Internacional de Justicia de La Haya, en el asunto limítrofe Honduras-Nicaragua (1959). | José Ramón Villeda Morales     | Jan de Quay                            | 1959             |
| 1960                   | José Ángel Ulloa Donaire             | (* 1903 in Ciudad de Comayagua; † 14. Februar 1989 in Tegucigalpa) Sohn von Soledad Donaire Serra und Miguel Ulloa La Guardia. Heiratete Raymonde de Thuin, in Belgien geborene Lehrerin an der Escuela Normal de Señoritas de Tegucigalpa. Rechtsanwalt wurde 1936, unter dem Vorwurf, an einer Verschwörung gegen Tiburcio Carías Andino beteiligt zu sein an seinem Wohnort in San Pedro Sula verhaftet im Penitenciaria Nacional gefoltert und bis 1944 festgehalten. 1947 migirierte er nach Mexiko, Zeremonienmeister in der Regierung von Vicente Mejía Colindres. 1959–1962: Botschafter in Mexiko, 1965: in der Regierung von José Ramón Villeda Morales Außenminister, auch in Brüssel akkreditiert. | José Ramón Villeda Morales     | Jan de Quay                            | 1961             |
| 1976                   | Carlos Roberto Reina                 | | Juan Alberto Melgar Castro     | Joop den Uyl                           |                  |
| 1977                   | Roberto Herrera Cáceres              | (* 20. September 1943 in Puerto Cortés) | Juan Alberto Melgar Castro     | Dries van Agt                          | 1983             |
| 1990                   | Ramón Valladares Soto                | (* 30. August 1917 im Departamento El Paraíso; † 2009) fue asesor jurídico del Ministerio de Hacienda (1955), vice-ministro de Educación (1956–1957), magistrado de la Corte Suprema de Justicia (1957–1959 y 1971–1972), ministro de Gobernación y Justicia (1959–1963), figura cimera en el ministerio de Relaciones Exteriores en materia de límites y soberanía, desde 1973 hasta el 2009, embajador en Holanda (1990–1992), embajador en Italia (1994–1996), embajador en El Salvador (1996–1998), Agente ante la Corte Internacional de Justicia, en el caso fronterizo con El Salvador (1990–1992) Fußballkrieg.                                                                                        | Rafael Leonardo Calleja Romero | Ruud Lubbers                           | 1992             |
| 1996                   | Árias Gonzalo de Saavedra y Muguelar | Geschäftsträger (* 17. Oktober 1927 in Mauléon-Licharre in Soule (Region); † 21. Februar 1996) seit 14. Juni 1974: Barón de Canet de Berenguer, Maestrante de Valencia, Licenciado en Deracho, Diplomático. | Carlos Roberto Reina           | Wim Kok                                |                  |
| 2002                   | Julio Rendón Barnica                 | | Ricardo Maduro                 | Jan Peter Balkenende                   | 2006             |
| 2009                   | Antonio Remiro Brotóns               | | Roberto Micheletti             | Jan Peter Balkenende                   |                  |
| 6. Juni 2012           | Mauricio Ricardo Aguilar Robles      | [ 7 ] | Porfirio Lobo Sosa             | Mark Rutte                             |                  |

Botschaft von Honduras in den Niederlanden